# Amon (Juda)
Pour les articles homonymes, voir Amon (homonymie).
Amon (hébreu : אָמוֹן) est un roi de Juda, fils de Manassé.

## Présentation
Après la mort de Manassé, Amon commence son règne de Juda à l'âge de vingt-deux ans et règne pendant deux ans. D'après le récit biblique, il imita les impiétés de son père, servit les idoles et se prosterna devant elles (2 Rois 21:21).
Il est assassiné par ses propres serviteurs.
La Bible de Jérusalem décrit Manassé et Amon comme « deux rois méchants ».